# 七理重恵
七理 重恵（しちり じゅうけい、1887年 - 1965年5月22日）は日本の歌人、中国文学者。雅号は紫水。兵庫県二方郡高末村（現美方郡新温泉町）出身。
1902年に久斗尋常小学校代用教員に採用され、その後兵庫県御影師範学校（現神戸大学）に入学。在学中より「中学世界」「文章世界」に短歌、俳句、文章などを投稿する。1915年発行の「美方郡誌」に、七美郡の各地を詠んだ短歌が掲載される。
法政大学、立教大学、帝国女子専門学校（現在の相模女子大学の前身）の教授を歴任した。日中国交正常化の前から日中の文化交流に務め、1919年に中国人留学生のために「留学生の会」（後に「中日親和会」に改称）を設立し日中親善に尽力した。
1965年5月に没したが、その生誕地である新温泉町高末地区に歌碑が建立された。

## 著書
- 『謡曲と元曲』積分館、1926年
- 『支那民謡とその国民性』明治書院、1938年
- 除村一学（編）『支那文化談叢』名取書店、1942年
- 『友邦支那歴史物語』フタバ書院成光館、1942年